# 中立地帯

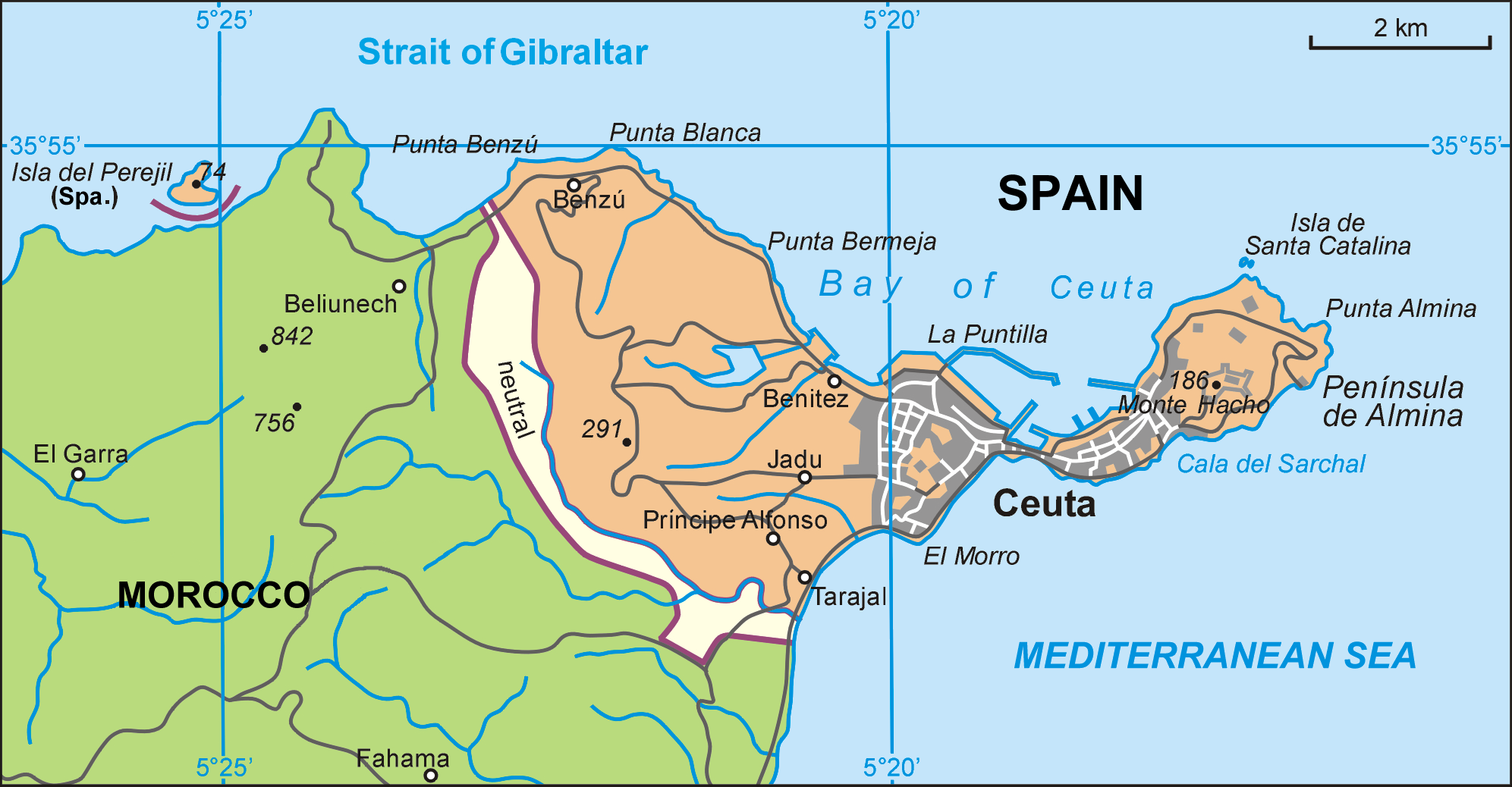
スペインが領有するセウタとモロッコを隔てる中立地帯

中立地帯（ちゅうりつちたい、英語: neutralized zone）とは、二つ以上の国家の境界線付近にあり、条約や協定に基づき非武装が定められた地域。非武装地帯に含まれるが、国家の領有権が棚上げされた状態になったものも多い。

## 現存する中立地帯
- 南極大陸
  - 南極条約による。
- メリリャおよびセウタとモロッコの境界地域。
  - メリリャおよびセウタの領有権を巡ってはスペインとモロッコの間に争いがあるが、この地域については主権が認められている。

## 歴史上の中立地帯
- ルイジアナ中立地 - スペイン領テハスとアメリカ合衆国がルイジアナ購入により獲得した領土の境界線紛争地域。
- マウントバーノン - ジョージ・ワシントンの邸宅があった場所で、南北戦争中、両軍から中立地帯とみなされていた[1]。
- 中立モレネ - 19世紀にオランダ王国（後にベルギー）とプロイセン（後のドイツ帝国）の間に設けられた中立地帯
- タイとフランス領インドシナの間の中立地帯 - メコン川東岸の幅25キロメートル。正式にはタイの主権下であったが、フランスの支配下に置かれた。
- 中立地帯 (サウジアラビアとイラク)
- 中立地帯 (サウジアラビアとクウェート)
- エルサレムにある国連調停委員会（英語版）の政庁。1948年の第一次中東戦争後に仲裁センターとして存在していた。
- マカオのボーダーゲートと中国の拱北口岸の間の中立地帯
- ベルギー領コンゴとフランス領コンゴの境界である、コンゴ川流域のマレボ湖内にあるンバモウ島と周辺地域[2]